# Pereiros (Carrazeda de Ansiães)
Pereiros é uma povoação portuguesa sede da Freguesia de Pereiros do Município de Carrazeda de Ansiães, freguesia com 14,7 km² de área e 151 habitantes (censo de 2021), tendo, por isso, uma densidade populacional de 10,3 hab./km².

## Demografia
A população registada nos censos foi:
| Ano  | 0-14 Anos | 15-24 Anos | 25-64 Anos | > 65 Anos |
| 2001 | 40        | 36         | 145        | 89        |
| 2011 | 14        | 24         | 101        | 96        |
| 2021 | 6         | 7          | 70         | 68        |